# SN 1997fa
SN 1997fa – supernowa typu Ia odkryta 29 grudnia 1997 roku w galaktyce A082203+0324. W momencie odkrycia miała maksymalną jasność 22,50m.